# Біллі Морган
Біллі Морган (англ. Billy Morgan) — британський (англійський) сноубордист, спеціаліст з біг-ейру та слоупстайлу, олімпійський медаліст, призер Європейських Х-ігор. 
Бронзову олімпійську медаль Могран виборов на Пхьончханській олімпіаді 2018 року в змаганнях з біг-ейру. 

## Зовнішні посилання
- Досьє на сайті FIS

## Виноски
1. 1 2  https://www.olympic.org/pyeongchang-2018/results/en/snowboard/athlete-profile-n3036563-billy-morgan.htm
2. ↑  Men's big air results